# Corentin Celton
Pour l’article homonyme, voir Corentin Celton (métro de Paris).
Corentin Celton, né le 18 juillet 1901 à Ploaré, est un syndicaliste et résistant communiste, fusillé par les nazis à Suresnes, le 29 décembre 1943.

## Biographie
Corentin Celton naît le 18 juillet 1901, à Ploaré, dans le Finistère, de Grégoire Celton et Marianne Kersalé. Il est marin-pêcheur, avant de venir travailler à Paris où il est embauché par l’Assistance publique comme garçon de salle, dans un service de chirurgie de l'hôpital Saint-Antoine.
En 1925, il adhère à la SFIC (Section française de l'Internationale communiste — ancien nom du Parti communiste français). Il milite activement au Secours rouge international et aux Amis de l’URSS.
En 1926, il obtient son diplôme professionnel de préposé.
En novembre 1934, il est affecté à l’hospice des Petits-Ménages, à Issy-les-Moulineaux (actuel hôpital Corentin-Celton). Il est chargé de travail de bureau, au service de la consultation.
En mars 1935, à sa demande, il est placé en congé syndical. Il se consacre alors à sa mission de dirigeant :
- aux congrès confédéraux de 1936 et 1938, il est délégué des Services publics de la région parisienne ;
- en 1937 et 1938, il est secrétaire suppléant de la fédération CGT des Services publics ;
- de 1937 à 1939, il est secrétaire du syndicat des Municipaux de Paris ;
- en 1939, il est secrétaire de la Fédération des Services publics[1] ;
- de 1937 à 1939, il est membre de la Commission administrative de la Bourse du travail de Paris.

En 1939, il est mobilisé en tant qu’infirmier. Son congé syndical prend donc fin. Il réintègre l’hospice des Petits-Ménages. Mais, très vite, il est appelé comme infirmier dans la 7e Armée. Son courage, pendant la campagne de mai-juin 1940, lui vaut la Croix de guerre.
Le 18 août 1940, il est démobilisé. Il retrouve son emploi à la maison de retraite des Petits-Ménages. Mais, le 3 septembre, la direction générale de l’Assistance publique le relève de ses fonctions pour appartenance au Parti communiste-SFIC, alors interdit. Corentin Celton passe alors dans la clandestinité. Il organise les Comités populaires dans les Services publics. Il assure la liaison entre le syndicat légal de la Santé et les syndicalistes hospitaliers entrés, comme lui, en Résistance. La police l’arrête le 10 avril 1942, alors qu'il est porteur d'une fausse carte d'identité au nom de Pierre Le Meur.
En 1943, il est condamné à trois ans de prison et incarcéré à Clairvaux. En septembre, la Gestapo le transfère à Fresnes. Le 20 décembre, il est jugé une seconde fois, et condamné à mort. Il est fusillé au Mont-Valérien, le 29 décembre 1943.
La mention « Mort pour la France » lui est attribuée par le Secrétariat général aux Anciens Combattants le 25 janvier 1946, à la suite du jugement du 11 février 1944 tenant lieu d'acte de décès.

## Souvenir
Par décret du 9 février 1945, son nom est donné à la maison de retraite des Petits-Ménages où il travaillait, ainsi qu’à la station de métro sur la ligne 12 qui la dessert.
Reconstruit, rouvert en juin 2004, l’établissement est devenu l’hôpital Corentin-Celton. Le 20 avril 2005, une nouvelle stèle à la mémoire du résistant est inaugurée, devant la crèche, dans les jardins de cet hôpital.
Son nom figure parmi les personnels morts pour la France sur la plaque commémorative apposée à l'intérieur de l'Hôpital Saint-Antoine ainsi que sur une des plaques commémoratives apposées à l'intérieur de l'Hôpital européen Georges-Pompidou.

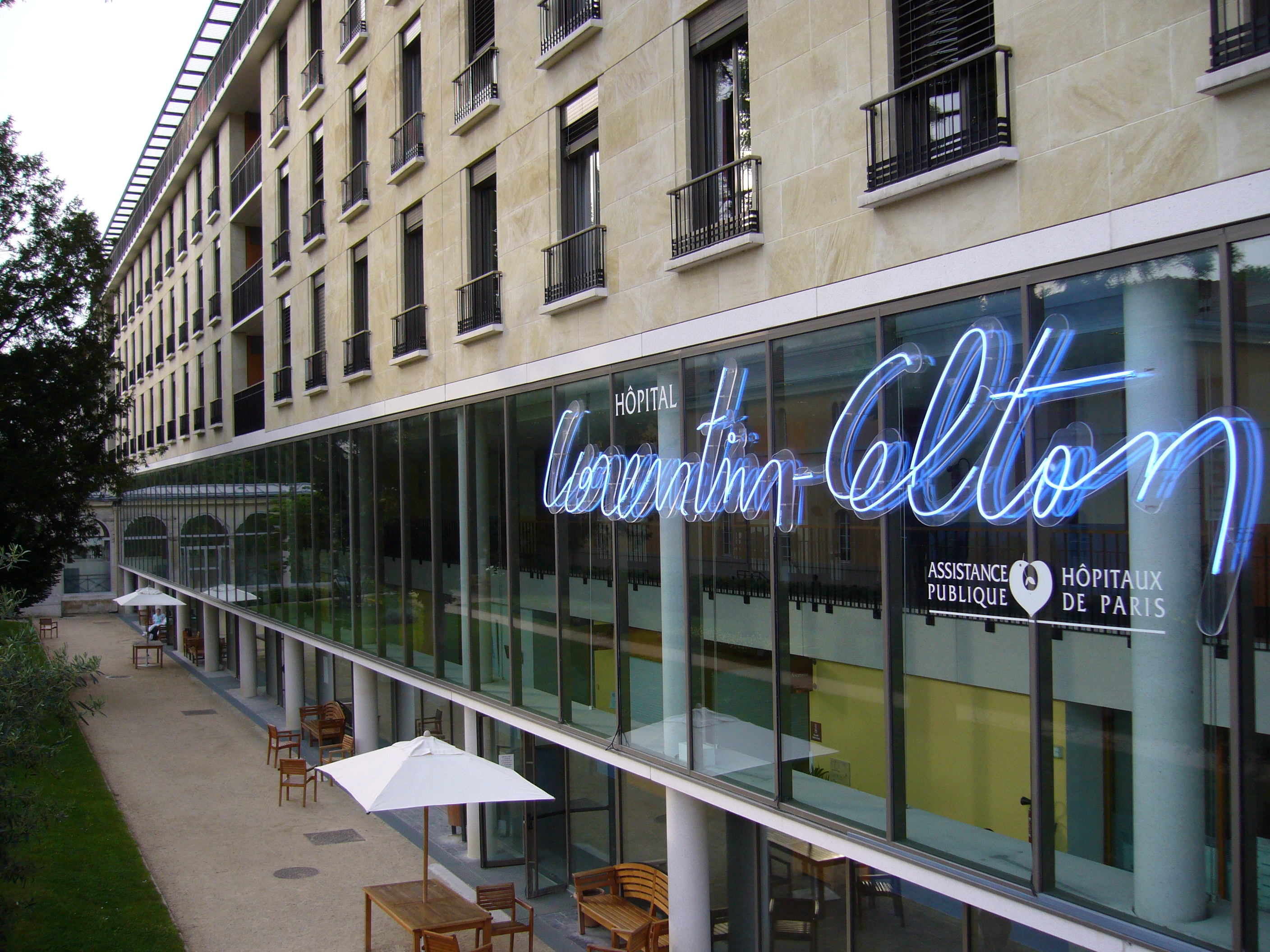
L'hôpital Corentin-Celton.
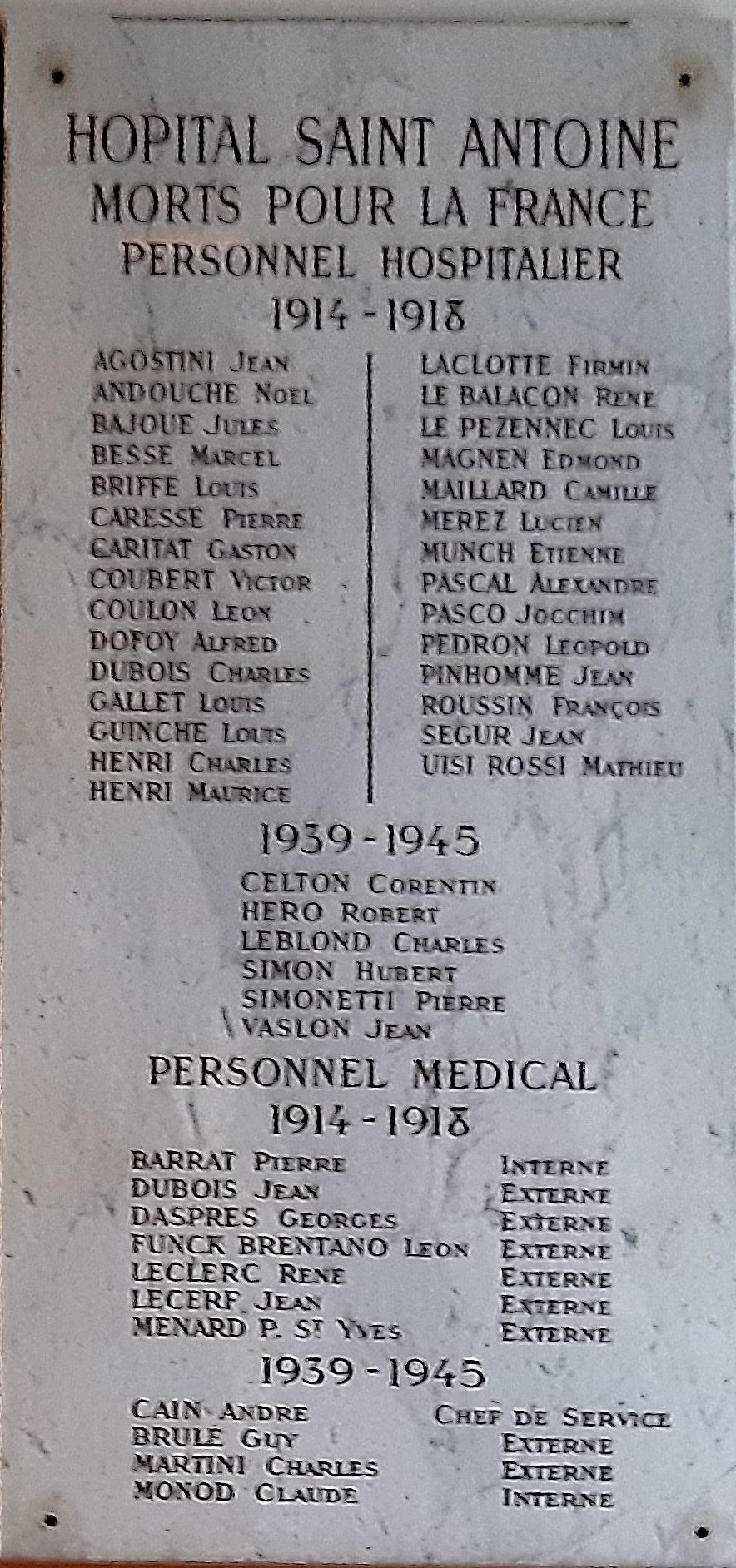
Plaque commémorative aux Morts pour la France à l'hôpital Saint-Antoine.
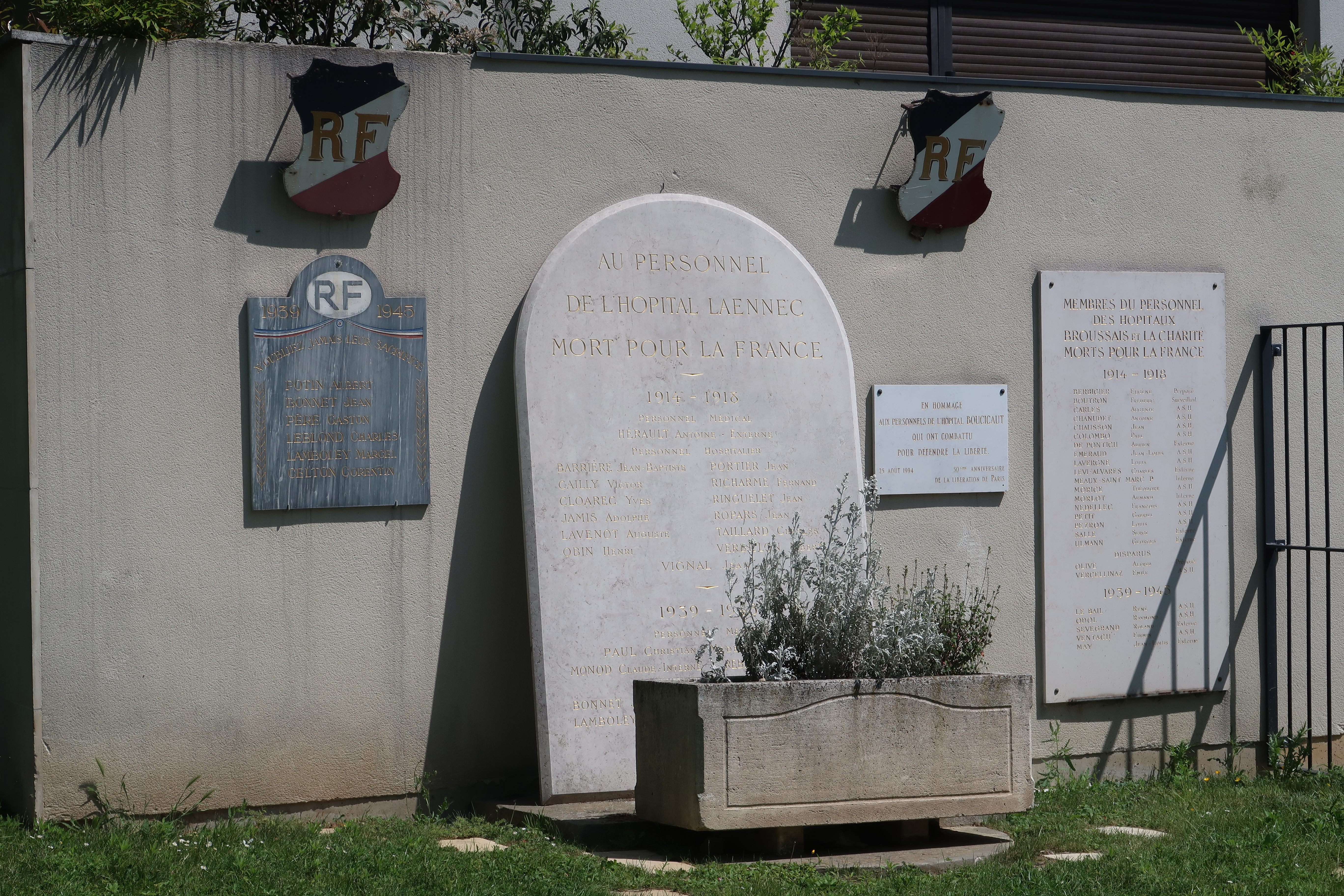
Plaques commémoratives aux Morts pour la France à l'Hôpital européen Georges-Pompidou.